# Khempheng Pholsena
Khempheng Pholsena (sinh năm 1948) là chính khách Lào và là Cục trưởng Cục Quản lý Tài nguyên Nước và Môi trường.

## Thân thế
Khempheng Pholsena sinh ngày 6 tháng 6 năm 1948 tại Pakse, tỉnh Champasak. Để được học cao hơn, bà bèn chuyển sang Việt Nam rồi về sau theo học Viện Năng lượng Moskva ở Liên Xô cũ.

## Sự nghiệp
Pholsena khởi đầu sự nghiệp tại Bộ Thương mại và Công nghiệp Lào. Trong một thời gian ngắn, bà làm thư ký cho Đại sứ quán Lào tại Moskva trước khi được bổ nhiệm làm nữ Thứ trưởng đầu tiên phụ trách hợp tác kinh tế quốc tế. Sau đó, bà giữ chức phó chủ tịch Ủy ban Kế hoạch và Hợp tác rồi được chuyển đến Văn phòng Thủ tướng vào năm 1996.
Pholsena được chọn là nữ phó chủ tịch đầu tiên của Ngân hàng Phát triển Châu Á vào năm 2004. Bà cũng là Chủ tịch Ủy ban Mekong Quốc gia Lào bên cạnh chức vụ Bộ trưởng phụ trách Tài nguyên nước. Năm 2014, bà được bổ nhiệm làm Bộ trưởng Bộ Công Thương và Phó chủ tịch Tổ chức Phụ nữ Quốc gia.